# شونن جامپ+
شونن جامپ+ (به انگلیسی: Shōnen Jump+)⁪ (ژاپنی: 少年ジャンプ+ هپبورن: Shōnen Janpu Purasu) یک نشریه الکترونیکی ژاپنی برای مانگا است، که توسط شوئیشا ساخته شده است. این مجله در ۲۲ سپتامبر ۲۰۱۴ راه‌اندازی شد و از طریق اپ موبایل و وبگاه قابل دسترس است. شونن جامپ+ عناوین اصلی و دیگر مجلات شرکت شوئیشا را به صورت سریالی منتشر می‌کند و نسخه‌های دیجیتالی هفته‌نامه شونن جامپ را نیز ارائه می‌دهد.
در خارج از ژاپن، شوئیشا مانگاها را در پلتفرم در مانگا پلاس منتشر می‌کند. از سال ۲۰۲۳، هر مجموعه مانگا جدیدی که در شونن جامپ+ شروع به انتشار می‌کند، به‌طور همزمان یک نسخه انگلیسی در مانگا پلاس دریافت می‌کند؛ مثلاً بلک کِلوُوِر، بوروتو و وان پیس و … بسیاری از عناوین محبوب دیگر از این طریق به دست مخاطبان جهانی می‌رسند.

## عناوین محبوب در شونن جامپ+

### ۱. بلک کِلوُوِر
یکی از عناوین محبوب شونن جامپ+ که توانسته در سراسر جهان مخاطبان زیادی جذب کند، بلک کِلوُوِر است. این داستان دربارهٔ دو پسر یتیم به نام‌های آستا و یونو است که در دنیایی زندگی می‌کنند که همه جادو دارند. آستا که بدون هیچ قدرت جادویی به دنیا آمده است، تصمیم می‌گیرد تا پادشاه جادوگران شود.

### ۲. بوروتو
بوروتو ادامه‌ای بر داستان ناروتو است و داستان پسر ناروتو اوزوماکی، بوروتو، را دنبال می‌کند. این مجموعه نیز به دلیل محبوبیت شخصیت‌های اصلی و داستان جذابش، طرفداران زیادی در سراسر جهان دارد.

### ۳. وان پیس
وان پیس یکی از پرفروش‌ترین مانگاهای تاریخ است و داستان لوفی و دزدان دریایی کلاه‌پهلوانش را دنبال می‌کند که به دنبال گنج افسانه‌ای وان پیس هستند. این مانگا نیز به‌طور همزمان در شونن جامپ+ و مانگا پلاس منتشر می‌شود و میلیون‌ها طرفدار در سراسر جهان دارد.

## ویژگی‌های شونن جامپ+

### دسترسی آسان
شونن جامپ+ با ارائه مانگاهای خود به صورت دیجیتال، دسترسی آسان و سریعی برای مخاطبان فراهم می‌کند. این مجله از طریق اپلیکیشن موبایل و وبگاه قابل دسترس است و این امکان را به کاربران می‌دهد تا هر زمان و هر مکان به مانگاهای مورد علاقه‌شان دسترسی داشته باشند.

### انتشار همزمان
یکی از ویژگی‌های برجسته شونن جامپ+، انتشار همزمان مانگاهای جدید به زبان انگلیسی در مانگا پلاس است. این ویژگی به طرفداران خارج از ژاپن این امکان را می‌دهد تا همزمان با انتشار در ژاپن، به مانگاهای جدید دسترسی داشته باشند.

### تنوع عناوین
شونن جامپ+ میزبان طیف گسترده‌ای از عناوین مختلف است. از داستان‌های ماجراجویی و فانتزی گرفته تا داستان‌های علمی تخیلی و درام، این نشریه برای هر سلیقه‌ای محتوایی دارد. این تنوع باعث شده است که شونن جامپ+ یکی از محبوب‌ترین منابع برای علاقه‌مندان به مانگا در سراسر جهان باشد.

## آینده شونن جامپ+
با توجه به روند رو به رشد دیجیتالی شدن و افزایش محبوبیت مانگا در سراسر جهان، آینده شونن جامپ+ روشن به نظر می‌رسد. این نشریه با ادامه انتشار عناوین محبوب و جدید و همچنین گسترش دسترسی به بازارهای جهانی، می‌تواند به یکی از بزرگ‌ترین و تاثیرگذارترین منابع مانگا در جهان تبدیل شود.